# Your Song
"Your Song" é uma canção composta por Elton John (música) e Bernie Taupin (letra) em 1967. Está em seu segundo álbum, intitulado Elton John, e foi seu primeiro single nas paradas de sucesso. Esteve presente na lista das 500 melhores canções de todos os tempos da revista Rolling Stone.
Um cover cantado por Ewan McGregor para Nicole Kidman foi incluído no musical Moulin Rouge!
"Your Song" é conhecida por ter sido escrita em um tempo extremamente curto. Taupin (com dezessete anos) escreveu a letra durante o café da manhã e Elton demorou vinte minutos para compor a música para ela.
Em 2014 a canção fez parte da trilha sonora da telenovela Boogie Oogie, de Rui Vilhena, exibida pela TV Globo. Na trama a música foi tema dos protagonistas Rafael e Sandra, interpretados por Marco Pigossi e Isis Valverde.

## Artistas que gravaram covers desta canção
- Andy Williams
- Al Jarreau
- Billy Paul
- Boyzone
- Camila Cabello
- Carly Rose Sonenclar
- Cilla Black
- Ellie Goulding
- Ewan McGregor
- Garth Brooks
- Jonathan & Charlotte
- Keane
- Lady Gaga
- Rick Wakeman
- Rod Stewart
- Three Dog Night
- Paulo Ricardo
- Patti LaBelle
- Cameron Mitchell
- Blake Jenner
- Yuri Buenaventura
- John Barrowman